# SPI2
SPI2（エスピーアイ2）は、リクルート社製の就職採用テストである。

## 概要
SPI2は
- 計数
- 言語
- 性格

からなる就職採用テストである。ただし試験の種類によっては特定の分野のみを出題し、特定の分野を出題しない場合もある。
前回のバージョンであるSPIは2005年で廃止され、SPI2が後継バージョンとして使用されている。SPIとSPI2との違いは
- 性格類型がなくなった
- かつてはマークシート方式だけだったが、WEBテスティングサービス方式・テストセンター方式・インハウスCBT方式などが追加された

という2点だ。
新しい方式では、マークシート方式では出題されなかった問題が出るようになり、問題傾向も変わってきている。結果的に、SPI2はSPIよりも能力検査の出題範囲が広範囲になっていると言える。特に、会場に行きパソコンから受験する「テストセンター」方式が急増し、現在最も多くの企業で使われている就職採用テストである。

## SPI2の種類
SPI2は試験の目的に応じて複数の種類がある。SPI2は
- 総合検査 - 能力検査・性格検査の両方を行う
- 性格検査 - 性格検査のみを行う
- 能力検査 - 能力検査のみを行う

の3方式があり、さらにその中でも試験対象となる人や募集職種によって複数の種類の試験がある。

### 総合検査
SPI2-U・SPI2-A・SPI2-B
大卒予定向け採用試験
SPI2-G
中途採用向け試験
SPI2-H
高卒予定向け採用試験
SPI2-R
大卒予定および短大卒予定向け採用試験
SPI2-N
短大卒予定および高卒予定向け採用試験
SPI-2UE・SPI2-GE
大卒予定向け採用試験
SPI-2U・SPI2-Gに英語の試験が加わった形態

### 性格検査
- SPI2-P

### 能力検査
GAT-U・GAT-A・GAT-B
大卒予定向け採用試験
GAT-G
中途採用向け試験
GAT-H
高卒予定向け採用試験
RCA
大卒予定および短大卒予定向け採用試験
NCA
短大卒予定および高卒予定向け採用試験
ENG
大卒予定向け採用試験
英語の試験のみ

## 実施形態
SPI2の受験方法として以下の方法がある。
テストセンター
受験者が予約した試験会場まで行き、会場内のパソコンで受験する方式。前回受験の結果を他企業に対して送信できるので、就職活動を行う学生への負担が少ない。
インハウスCBT
企業内のパソコンを使って受験をする方式。
Webテスト
受験者が自宅などにあるパソコンを使用して試験を受験する方式。正式名称は「Webテスティングサービス」。
ペーパーテスト
マークシート方式。